# Sci alpinismo ai IX Giochi asiatici invernali - Sprint maschile
La specialità dello sprint maschile di sci alpinismo ai IX Giochi asiatici invernali si è svolta il 9 febbraio 2025 allo Yabuli Ski Resort di Harbin, in Cina.

## Risultati
Legenda
- PEN — Penalità
- q — Qualifificato per il tempo

### Qualificazioni
| Rank | Atleta              | Tempo   | Pen.  |
| ---- | ------------------- | ------- | ----- |
| 1    | Bi Yuxin            | 2:41.22 |       |
| 2    | Liu Jianbin         | 2:41.48 |       |
| 3    | Zhang Chenghao      | 2:44.02 |       |
| 4    | Buluer              | 2:48.20 |       |
| 5    | Jung Jae-won        | 2:54.10 |       |
| 6    | Ari Hirabayashi     | 2:54.72 |       |
| 7    | Kenta Endo          | 3:09.51 |       |
| 8    | Ali Kalhor          | 3:17.93 |       |
| 9    | Niyaz Janzakov      | 3:19.68 |       |
| 10   | Gu Gyo-jeong        | 3:35.64 |       |
| 11   | Denis Vlassov       | 3:37.82 |       |
| 12   | Jérémy Knoerr       | 3:39.39 |       |
| 13   | Mohsen Saveei       | 3:39.88 |       |
| 14   | Tokutaro Shima      | 3:40.07 | +1:00 |
| 15   | Georges Wakim       | 3:51.66 |       |
| 16   | Jasur Shamsiddinov  | 3:52.71 |       |
| 17   | Oh Young-hwan       | 3:52.79 |       |
| 18   | Izozbek Khushvaktov | 3:59.46 |       |
| 19   | Shyngys Baikashev   | 4:01.40 |       |
| 20   | Makhsudjon Akabirov | 4:06.92 | +0:10 |
| 21   | Timur Artyukhin     | 4:30.93 |       |
| 22   | Khalifa El-Magarmid | 9:11.59 |       |
| —    | Shohruh Sardorov    | DSQ     |       |

### Semifinali

#### Semifinale A
| Rank | Atleta         | Tempo   | Pen. | Note |
| ---- | -------------- | ------- | ---- | ---- |
| 1    | Buluer         | 2:40.65 |      | Q    |
| 2    | Bi Yuxin       | 2:41.46 |      | Q    |
| 3    | Jung Jae-won   | 2:48.57 |      |      |
| 4    | Ali Kalhor     | 3:03.40 |      |      |
| 5    | Niyaz Janzakov | 3:25.23 |      |      |
| 6    | Jérémy Knoerr  | 3:35.38 |      |      |

#### Semifinale B
| Rank | Atleta          | Tempo   | Pen.  | Note |
| ---- | --------------- | ------- | ----- | ---- |
| 1    | Zhang Chenghao  | 2:35.65 |       | Q    |
| 2    | Liu Jianbin     | 2:37.68 |       | Q    |
| 3    | Ari Hirabayashi | 2:42.45 |       | LL   |
| 4    | Kenta Endo      | 2:45.80 |       | LL   |
| 5    | Denis Vlassov   | 3:41.14 |       |      |
| 6    | Gu Gyo-jeong    | 4:29.78 | +0:10 |      |

### Finale
| Class | Atleta          | Nazione | Tempo |
| ----- | --------------- | ------- | ----- |
| 1     | Buluer          | 2:22.29 |       |
| 2     | Zhang Chenghao  | 2:22.91 |       |
| 3     | Bi Yuxin        | 2:25.65 |       |
| 4     | Liu Jianbin     | 2:34.88 |       |
| 5     | Ari Hirabayashi | 2:47.07 |       |
| 6     | Kenta Endo      | 2:52.76 |       |